# Sandfiltbi
Sandfiltbi (Epeolus alpinus) är en biart som beskrevs av Heinrich Friese 1893. Sandfiltbi ingår i släktet filtbin, och familjen långtungebin.

## Underarter
Tidigare forskning delade upp arten i två underarter:
- Sandfiltbi (Epeolus alpinus alpinus)
- Skogsfiltbi (Epeolus alpinus glacialis) Detta taxon betraktades tidigare som en egen art (Epeolus glacialis).[4]

Varken svenska Artdatabanken eller Finlands Artdatacenter skiljer längre mellan de två formerna. Artdatabanken anger inte längre några skiljaktliga kännetecken för skogsfiltbiet, utan ser det som en av många färgformer. Finlands Artdatacenter skiljer över huvud taget inte mellan de olika formerna.

## Beskrivning
Som alla filtbin är arten ett litet men kraftigt byggt bi med gulaktiga markeringar på mellankropp och bakkropp. På bakkroppen finns även fält med filtaktig behåring. På den bakre delen av buken har honan två spetsiga, taggiga utskott som är vända bakåt, och som antas användas vid äggläggningen. Vad som skiljer just denna art från andra filtbin är den längre behåringen i pannan.

## Utbredning
Arten förekommer i norra Europa och på höga höjder i andra delar av kontinenten. Särskilt vanlig är den i Skandinavien, Alperna och Pyrenéerna. Från Norge, Sverige och Finland i norr går den över Lettland, Litauen, Belarus, Polen, Tyskland, Österrike och Schweiz till Italien, Frankrike och Spanien. Internationella naturvårdsunionen (IUCN) har framfört åsikten att arten är endemisk för Europa; en senare rapport hävdar emellertid att detta inte stämmer, utan att arten även påträffats i Sibirien, Turkiet och Nordafrika.

### Utbredning i Sverige och Finland
Med undantag för Halland och möjligen Dalsland finns arten i hela Götaland och Svealand, samt i Västerbotten och Norrbotten.
Finlands artdatacenter skiljer som nämnts ovan inte mellan de två formerna beträffande utbredningsstatistik, men de flesta observationerna av arten har gjorts i den södra delen av landet, ungefär från Åland (inga fynd dock senare än 1983) och sydkusten upp till Norra Karelen och (historiskt) Kajanaland i nordost. Längs med västkusten har dock ett mindre antal observationer gjorts ända upp till Kaakamovaara i sydvästra Lappland. Arten finns dock inte på Åland.

## Ekologi
Habitatet utgörs av öppna områden, företrädesvis på sandjord. Arten kan även påträffas bland buskage, bland klippor och på ruderat som gamla industritomter.
Som övriga filtbin är arten en boparasit; honan lägger ett ägg per larvcell, när denna har fyllts med näring. För att kunna tränga igenom dessa cellers plastliknande skyddsbeklädnad använder honan troligen taggarna på bakkroppen. Larven har i sitt första larvstadium kraftiga käkar så att den kan döda värdägget eller -larven, för att på det sättet slippa konkurrens om matförrådet. Värdarter är florsidenbi och finsidenbi.